# Vitinho (calciatore 2001)
Vitinho, pseudonimo di Vitor Samuel Ferreira Arantes (Acreúna, 23 aprile 2001), è un calciatore brasiliano, attaccante del Club Tijuana.

## Carriera
Cresciuto nel settore giovanile del San Paolo, ha esordito in prima squadra il 25 aprile 2021, in occasione dell'incontro del Campionato Paulista vinto per 3-0 in trasferta contro l'Ituano. Il 12 giugno 2022, dopo sole due presenze nel campionato statale con il club paulista, è stato acquistato dai messicani dell'Atlético San Luis.

## Statistiche

### Presenze e reti nei club
Statistiche aggiornate al 5 marzo 2023.
| Stagione        | Squadra           | Campionato      | Campionato | Campionato | Coppe nazionali | Coppe nazionali | Coppe nazionali | Coppe continentali | Coppe continentali | Coppe continentali | Altre coppe | Altre coppe | Altre coppe | Totale | Totale |
| Stagione        | Squadra           | Comp            | Pres       | Reti       | Comp            | Pres            | Reti            | Comp               | Pres               | Reti               | Comp        | Pres        | Reti        | Pres   | Reti   |
| --------------- | ----------------- | --------------- | ---------- | ---------- | --------------- | --------------- | --------------- | ------------------ | ------------------ | ------------------ | ----------- | ----------- | ----------- | ------ | ------ |
| 2021            | San Paolo         | A1/SP+A         | 2+0        | 0          | CB              | 0               | 0               | CL                 | 0                  | 0                  |             | -           | -           | 2      | 0      |
| 2022-2023       | Atlético San Luis | LM              | 25         | 0          |                 | -               | -               |                    | -                  | -                  |             | -           | -           | 25     | 0      |
| Totale carriera | Totale carriera   | Totale carriera | 27         | 0          |                 | 0               | 0               |                    | 0                  | 0                  |             | -           | -           | 27     | 0      |

## Palmarès

### Club

#### Competizioni statali
- Campionato paulista: 1

San Paolo: 2021